# Epsilon Euskadi
Epsilon Euskadi ist ein spanisches Motorsportteam mit Sitz in Vitoria-Gasteiz. Präsident des Unternehmens ist Joan Villadelprat, der bereits für viele bekannte Teams in der Formel 1 u. a. als Team-Manager gearbeitet hat, und dort auch mehrere Meisterschaften gewann.

## Firmensitz
Der Firmensitz des „Epsilon Euskadi“- Teams ist im „Parque Tecnológico de Álava en Miñano“ nahe der Stadt Vitoria.
Des Weiteren besitzt EPSILON noch rund 4000 m² in Azkoitia (Guipúzoca),

## Geschichte

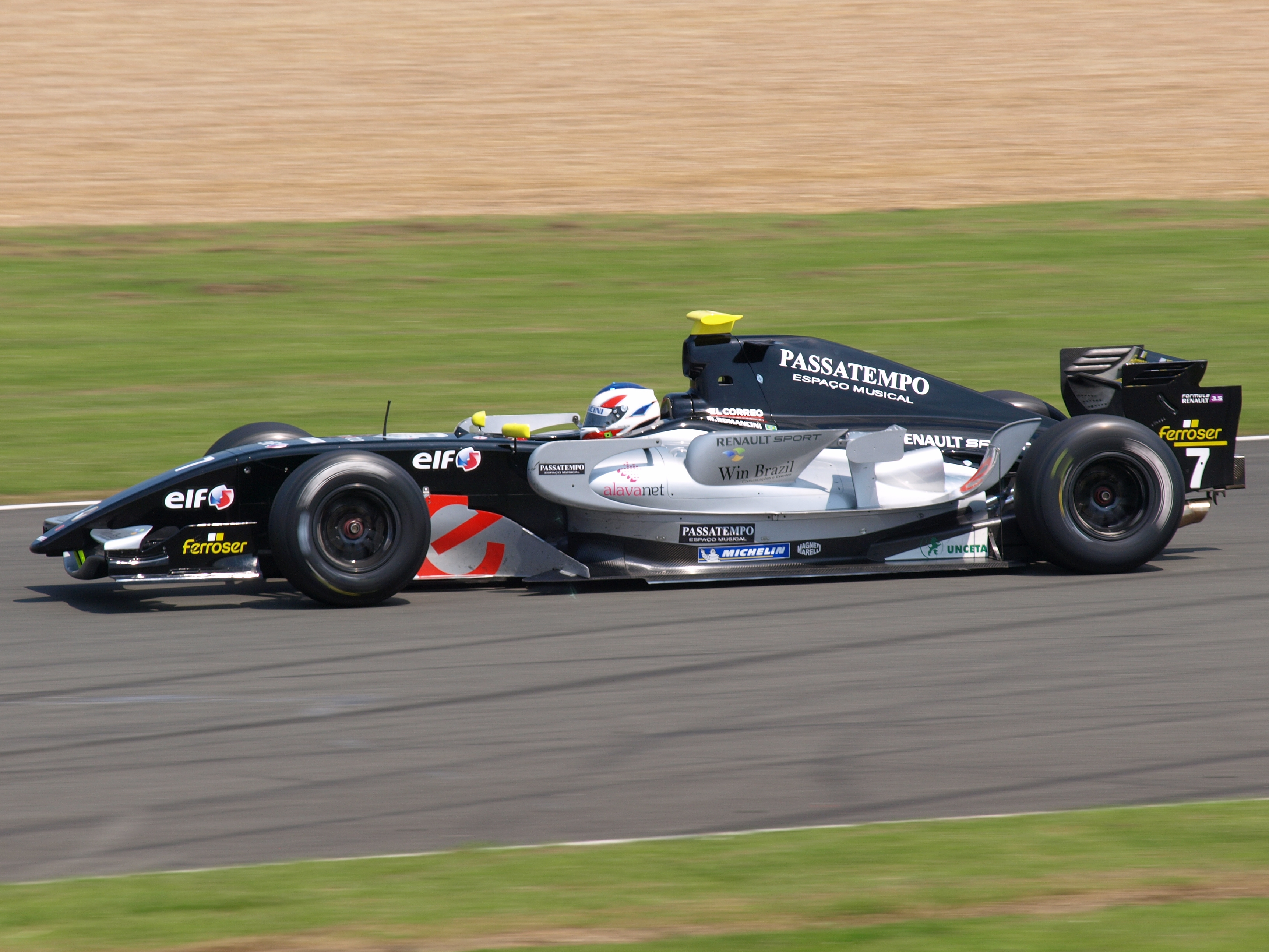
Mario Romancini im World Series by Renault von Epsilon Euskadi 2008

Ende der 1990er gründete Michel Lecomte ein Motorsport-Team unter dem Namen Epsilon. Es engagierte sich in der jungen Open Telefónica by Nissan und gewann mit Franck Montagny 2001 die Serie. Durch die Erfolge kam Lecomte mit dem Basken Ander Vilariño in Kontakt, der ihm sowohl Sponsoren als auch das Wohlwollen der Kommunalbehörden einbrachte. So gründete Lecomte Ende 2003 das neue Unternehmen Epsilon Euskadi und zog 2004 an den heutigen Standort. Der neue Namenszusatz Euskadi steht in der baskischen Sprache für diese Region und war Bedingung für die Unterstützung des vom Rennteam entwickelten „technologischen Innovationszentrum“ durch die Behörden. Im Gegenzug werden in Zusammenarbeit mit einer Universität auch junge Ingenieure ausgebildet. 2005 kehrte das nun umbenannte Team in die ehemaligen Formel-Meisterschaft von Nissan zurück. In der nun World Series by Renault getauften Serie gewann die Mannschaft sowohl den Fahrertitel mit Robert Kubica als auch die Teamwertung.

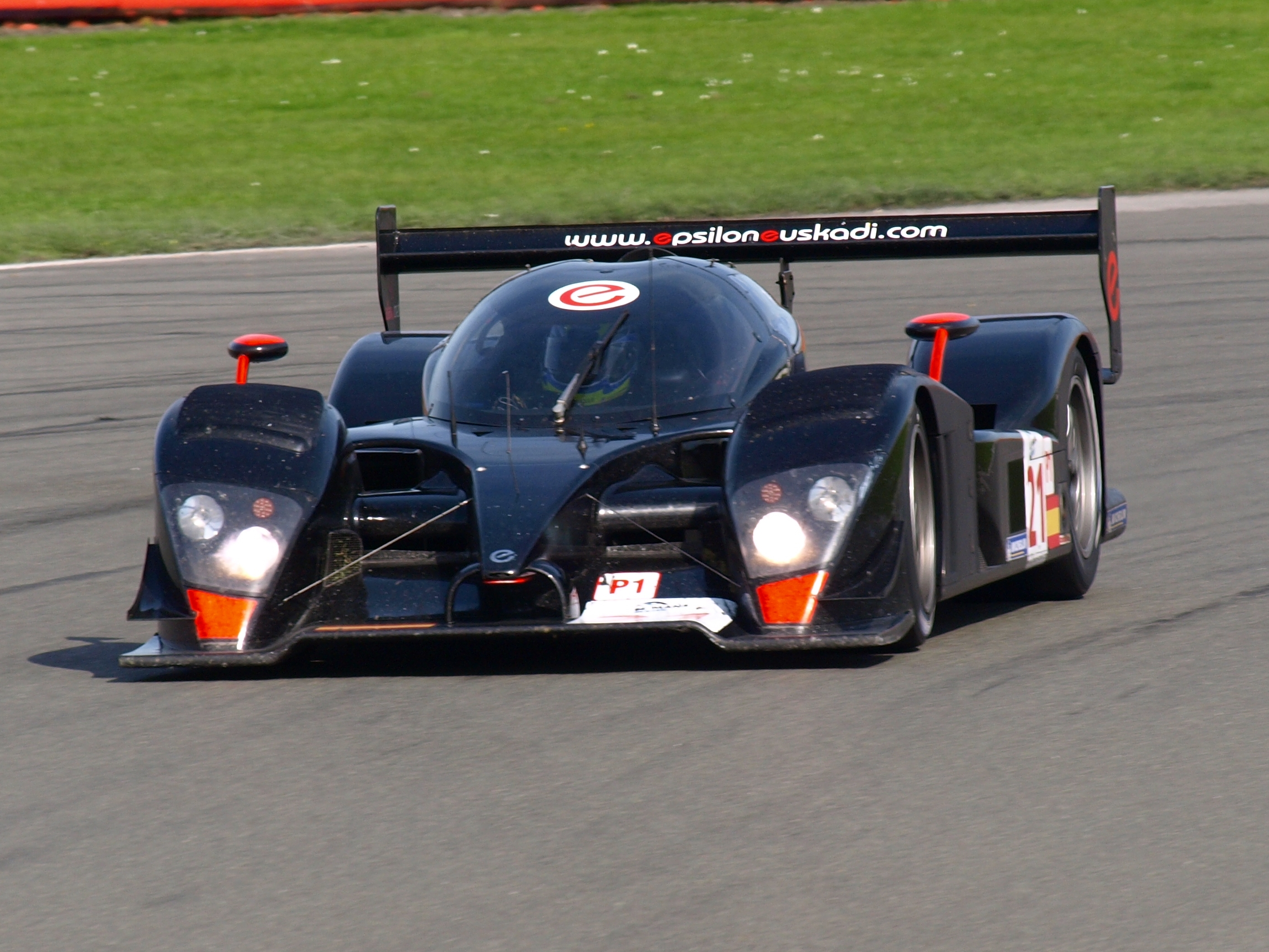
Epsilon Euskadi EE1 beim 1000-km-Rennen von Silverstone 2008

Gründer Lecomte verließ Epsilon Euskadi und setzte 2006 ein Gemeinschaftsprojekt mit Juan Barazi unter dem Namen Barazi-Epsilon um. Barazi und Michael Vergers traten gemeinsam mit einem Le-Mans-Prototyp bei den 24 Stunden von Le Mans und in der Le Mans Series an. Am Ende der Saison siegte Barazi-Epsilon sowohl in der Team- als auch in der Fahrermeisterschaft der LMP2-Klasse. Für die Saison 2008 zog das nun von Joan Villadelprat geleitete baskische Rennteam nach. Dazu entwickelte das Unternehmen mit dem Epsilon Euskadi ee1 nun selbst einen Le-Mans-Prototyp und meldete zwei Fahrzeuge beim 24-Stunden-Rennen von Le Mans und in der Le Mans Series an. 2008 äußerte sich Villadelprat folgendermaßen zu der Entscheidung:

“To receive media coverage in motor sport there's only F1, Indianapolis or Le Mans. The first require resources that we haven't got; the second excites little media interest in Europe contrary to a Le Mans car that we can afford in terms resources.”

„Um mediale Aufmerksamkeit im Motorsport zu erlangen gibt es lediglich F1, Indianapolis oder Le Mans. Die erste Option benötigt Ressourcen, die wir nicht haben; die Zweite erfährt in Europa kaum mediale Aufmerksamkeit im Gegensatz zu einem Le-Mans-Fahrzeug, das wir uns von den Ressourcen her leisten können.“

Jedoch erwies sich das Auto in der ersten Saison als fehleranfällig, sodass Epsilon Euskadi die Teammeisterschaft lediglich auf dem vorletzten Platz beendete.
Anfang 2009 wurde bekannt, dass Epsilon Euskadi plane erneut, im Sportwagensport anzutreten. Unter anderem war als Fahrer Jos Verstappen im Gespräch. Jedoch trat das Team weder in Le Mans noch in der Le Mans Series an. Letztlich konzentrierte sich das Team auf ihre beiden Stammserien – die World Series by Renault und den Formel Renault 2.0 Eurocup, bei dem Albert Costa als Meisterschaftssieger hervorging.
Im Juni 2009 gelangte die Information an die Öffentlichkeit, dass sich Epsilon Euskadi für die Formel-1-Saison 2010 eingeschrieben hatte. Bei den für diese Saison neu vergebenen Startplätzen wurde das Team jedoch von der FIA nicht berücksichtigt.
Epsilon Euskadi bewarb sich im April 2010 neben Durango und Stefan Grand Prix um den 13. Startplatz in der Formel-1-Saison 2011. Im September 2010 entschied die FIA jedoch, kein weiteres Team für die folgende Saison zuzulassen.
Anfang 2011 übernahm EPIC Racing die Formel-Renault-Teams von Epsilon Euskadi.